# Daňový řád
Daňový řád je český zákon, jímž je upraven postup správců daní, práva a povinnosti daňových subjektů a třetích osob, které jim vznikají v daňovém řízení při správě daní. Daňový řád byl přijat dne 22. července 2009 a ve Sbírce zákonů vyšel pod číslem 280/2009. Účinnosti nabyl dne 1. ledna 2011. Přípravy na jeho vzniku probíhaly od roku 2000.

## Předchozí daňové řády na území ČR
- Zákon ČNR č. 337/1992 Sb., o správě daní a poplatků; účinný od 1. 1. 1993 do 31. 12. 2010.
- Vyhláška Ministerstva financí č. 16/1962 Sb., o řízení ve věcech daní a poplatků; účinná od 28. 2. 1962 do 31. 12. 1992.
- Vyhláška ministra financí č. 162/1953 Ú.l., kterou se upravuje řízení ve věcech daňových a vydávají se společné předpisy k provedení daňových zákonů; účinná od 8. 6. 1953 do 27. 2. 1962.